# Adnan İlgin
Adnan İlgin (* 3. August 1973 in Berlin) ist ein ehemaliger türkischer Fußballspieler.

## Karriere
İlgin begann seine Karriere 1995 bei Adıyamanspor in der 2. Liga. Für Adıyamanspor spielte der Abwehrspieler zwei Spielzeiten lang und wurde im Sommer 1997 von Galatasaray Istanbul verpflichtet. Bei den Gelb-Roten kam İlgin am 16. November 1997 gegen Altay Izmir zum Einsatz. İlgin wurde in der 60. Spielminute für den Rumänen Iulian Filipescu eingewechselt. Am Ende der Saison 1997/98 wurde İlgin bei Galatasaray türkischer Meister.
Zur Saison 1998/99 wechselte İlgin zu Bursaspor und spielte dort bis zum Ende der Saison 2000/01.

## Erfolg
Galatasaray Istanbul
- Türkischer Meister: 1998